# Ruaidhrí mac Mathghamhna
Ruaidhrí mac Mathghamhna Ó Cellaigh (mort le 29 octobre 1339),  est le 10e roi d'Uí Maine issu de la lignée des Ó Ceallaigh (anglicisé en  O' Kellys)  il règne vers  1332 à sa mort.

## Règne
Ruaidhrí mac Mathghamhna est le fils de Mathgamain, fils de Eógan et petit-fils de Domnall Mór (mort en 1221)
Après le mort de Gilbert  Ó Cellaigh en 1322 Áed mac Donnchada Muimnig  Ó Cellaigh lui succède. A cette époque l'Ui Maine est assujetti par le royaume de Connacht et son règne s'achève obscurément vers 1325. Ruaidhrí mac Mathghamha assume ensuite la royauté vers 1332. L'année suivante Donnchad le fils d'Áed Ó Cellaigh est capturé par le roi Toirdelbach mac Aeda Ua Conchobair. Ruaidhrí lui même est tué par Cathal na bhFeadh le fils d'Áed mac Eógain Ua Conchobair en rentrant dans sa résidence après une rencontre chez les Ua Conchobair

## Postérité
Ruaidhrí laisse un fils Donnchadh (mort en 1396) seigneur de Clannmhaicne-Eóghain

## Sources
- (en) T.W Moody, F.X. Martin, F.J. Byrne, A New History of Ireland IX Maps, Genealogies, Lists. A companion to Irish History part II, Oxford, Oxford University Press, 2011, 690 p. (ISBN 978-0-19-959306-4)